# Tom Werman
Tom Werman (Boston, 1945) è un produttore discografico statunitense.
Ha svolto il ruolo di A&R per la Epic Records dal 1970 al 1982. Ha fatto firmare per l'etichetta artisti come REO Speedwagon, Cheap Trick, Ted Nugent, Molly Hatchet e Boston.
Successivamente si è dedicato alla carriera di produttore indipendente lavorando per Blue Öyster Cult, Mötley Crüe, Twisted Sister, Stryper, Kix, Krokus, Lita Ford, L.A. Guns, Poison, Dokken e molti altri. 
Nel 2001 ha prodotto la musica e la colonna sonora presente nel film Rock Star.

## Discografia

### Produttore discografico
- 1975 - Ted Nugent - Ted Nugent
- 1976 - Ted Nugent - Free for All
- 1978 - Molly Hatchet - Flirting with Disaster
- 1979 - Cherie Currie - Messing with the Boys
- 1985 - Motley Crue - Theater of Pain
- 1987 - Stryper - Against the Law
- 1992 - Babylon AD - Nothing Secret
- 1977 - Cheap Trick - In Color
- 1978 - Cheap Trick - Surrender
- 1980 - Cheap Trick - Stop This Game
- 1984 - Dokken - Tooth and Nail